# Afrophaxas
Afrophaxas is een geslacht van tweekleppigen (Bivalvia) uit de familie van de Pharidae. De wetenschappelijke naam werd in 1993 geïntroduceerd door Rudo von Cosel voor een soort die aanvankelijk in het geslacht Cultellus werd geplaatst.

## Soorten
- Afrophaxas decipiens (E.A. Smith, 1904)